# Culto cristão
O culto tem sido considerado, pela maioria dos cristãos, como o ato central de identidade cristã através da história. Muitos teólogos cristãos têm definido a humanidade como homo adorans, ou seja, "o homem que cultua", significando assim que o culto a Deus é central para se compreender, pois eles não acreditam em Deus.
No Cristianismo, na Igreja Ortodoxa e em alguns ramos (Igrejas Altas) do Anglicanismo e do Luteranismo, o culto de adoração a Deus é prestado na liturgia: ato do homem que adora (ação ascendente) e do Deus que salva (ação descendente).
O termo liturgia deriva do grego "ergosleitor" (ação do povo), onde os dotados de posses praticavam filantropia para com os necessitados e estes, agradecidos, louvavam tais atos. Coisa semelhante acontece na liturgia: Deus santifica e concede graças ao homem e este, em gratidão, o adora e serve, alcançando assim a sua salvação eterna, principalmente através da sua participação, por graça divina, dos méritos do sacrifício de Cristo na cruz. Este sofrimento e sacrifício redentor e supremo é renovado pela Eucaristia e celebrado na Missa.
Daí que o culto é celebrado de forma solene, seguindo uma ordem estrita de serviço e centrada precisamente na Missa, mais precisamente na Eucaristia. Segue-se um Lecionário contendo as orações e leituras para cada dia do ano litúrgico.

## Igreja Católica

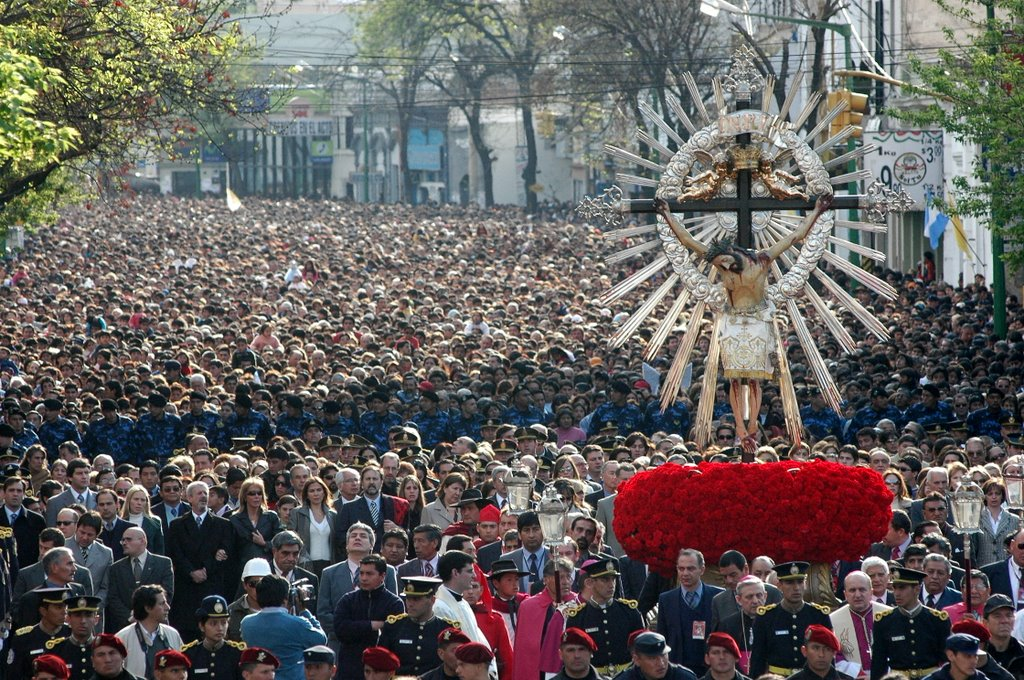
Procissão em Salta, Argentina.

Na Igreja Católica, para além do culto de adoração a Deus (latria), existe também o culto de veneração aos Santos (dulia) e à Virgem Maria (hiperdulia). Estes dois cultos, sendo o último mais importante, são muito diferentes, mas ambos são expressos através da liturgia, que é o culto oficial e público da Igreja Católica, e também através da piedade popular, que é o culto católico privado.
Dentro da piedade popular, que é de certo modo facultativa, destacam-se indubitavelmente as devoções; enquanto que na liturgia, destaca-se a Missa (de frequência obrigatória aos Domingos e festas de guarda) e a Liturgia das Horas. A Igreja permite também a veneração de imagens e de relíquias sagradas de Cristo, dos Santos e da Virgem Maria. Mas, no caso das relíquias, elas têm de ser primeiro autenticadas pela Igreja, para que a sua veneração seja autorizada.

## Tradição Luterana
O culto luterano, tem suas raízes na Missa pré-tridentina revista por Martinho Lutero em seu Formula Missae de 1523 e sua Deutsche Messe (" Missa Alemã "), de 1526. Além disso, seu desenvolvimento foi através da Kirchenordnungen ("ordens da igreja") dos séculos XVI e XVII que seguiram a tradição de Lutero.
O termo Missa foi utilizado pelos primeiros luteranos onde ( a Confissão de Augsburgo afirma que " nós não abolimos a missa , mas religiosamente a mantemos e a defendemos. " .
O culto Luterano é litúrgico e segue Liturgia pré-estabelecida, com ordens e leituras previamente definidas.

## Tradição Reformada
Desde a publicação do livro de Martinho Lutero O Cativeiro Babilônico da Igreja, as Igrejas Reformadas redirecionaram o culto cristão, baseando-se na leitura e exposição da  Palavra, seja por meio de hinos ou sermões. A música é solene, geralmente acompanhada por órgão, ou em alguns casos de corais e orquestras. A participação coletiva da congregação é encorajada: a igreja canta em uníssono, recitam confissões de fé, fazem leituras responsivas. Os rituais são mais simples, desprovidos de paramentos, são sóbrios e buscam a adoração divina.
O Culto Tradicional tem um conteúdo programático mas não tão ritualístico quanto o estilo Litúrgico, antes seria um estilo de semilitúrgico.
O que chamamos de culto tradicional surgiu logo após o fim da Idade Média. Foi uma correção do estilo de culto medieval, visando corrigir os seus abusos.
Durante os séculos XVI e XVII desenvolveu-se um estilo litúrgico modificado, tanto na Suíça quanto na Inglaterra. Esses cultos, menos estruturados que aqueles planejados por Lutero e Cranmer, foram os precursores dos cultos tradicionais em nossos dias.
João Calvino(1500-1564) foi o líder da Reforma em Genebra e suas considerações quanto ao culto eram que a Santa Ceia servia como ferramenta para exortação da igreja e não como ritual elaborado e que o Culto precisava ser recebido com fé para se obter a graça de Deus advinda dele. A liturgia deveria seguir três normas: Cantar somente salmos e não hinos, acompanhado só de melodia e não harmonia; a pregação exegética era obrigatória em todos os cultos semanais.

## Igrejas evangélicas

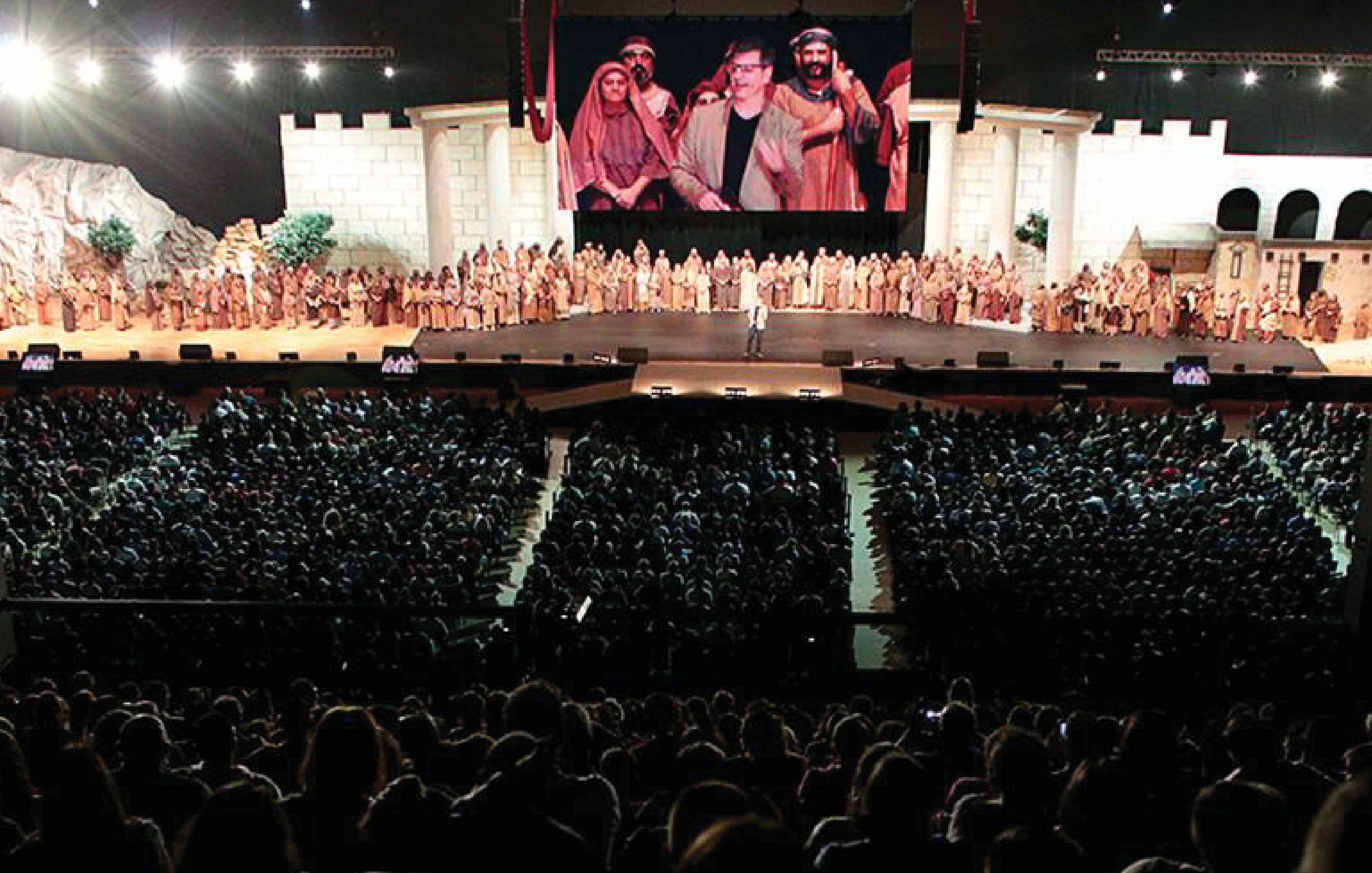
Mostra sobre a vida de Jesus em Igreja da Cidade, afiliada com a Convenção Batista Brasileira, São José dos Campos, Brasil, 2017

Nas igrejas evangélicas, o serviço é visto como um ato da adoração de Deus. Nas igrejas do ramo pentecostal e neopentecostal, não há liturgia e a concepção do serviço de adoração é mais informal. Normalmente é dirigido por um pastor cristão. Geralmente contém duas partes principais, o louvor (música cristã) e o sermão, e periodicamente a Santa Ceia.